# Elisabeth Marie Charlotte von Pfalz-Simmern
Elisabeth Marie Charlotte von Pfalz-Simmern (* 23. Oktober 1638 in Sedan; † 22. Mai 1664 in Brieg, Herzogtum Brieg) war eine Pfalzgräfin von Simmern und durch Heirat Herzogin von Brieg.

## Leben

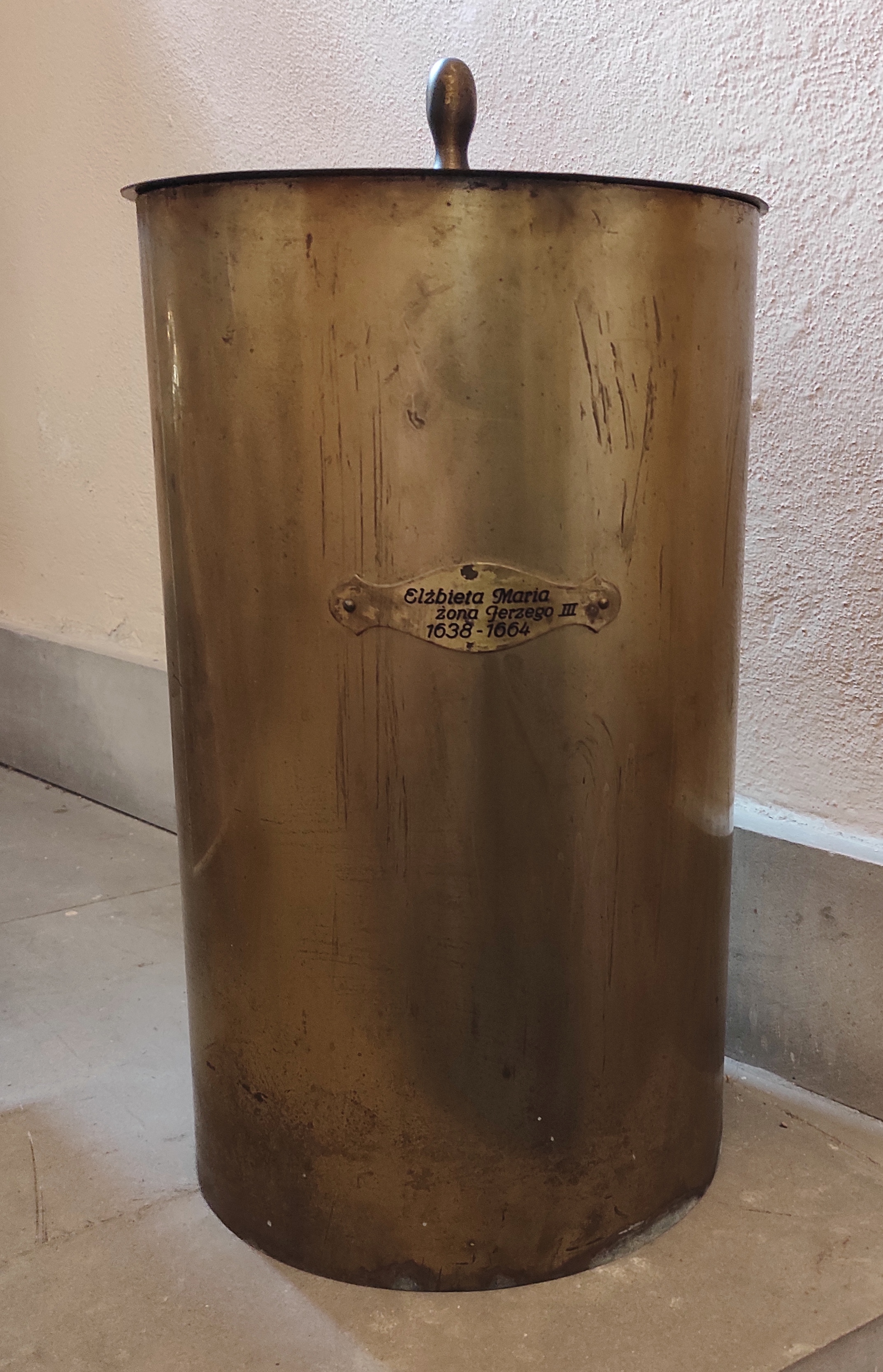
Urne mit der Asche von Elisabeth Marie Charlotte im Schlesischen Piastenmuseum in Brzeg

Elisabeth Marie Charlotte war eine Tochter des Pfalzgrafen Ludwig Philipp von Simmern (1602–1655) aus dessen Ehe mit Marie Eleonore (1607–1675), Tochter des Kurfürsten Joachim Friedrich von Brandenburg. Die Prinzessin wurde in Sedan geboren, wohin ihre Eltern nach der schwedischen Niederlage bei Nördlingen geflohen waren.
Sie heiratete am 22. Oktober 1660 in Brieg als dessen zweite Gemahlin Herzog Georg III. von Brieg (1611–1664). Die Hochzeit, von Kurfürst Friedrich Wilhelm von Brandenburg initiiert, wurde mit großer Prachtentfaltung begangen. Anlässlich der Vermählung wurden die Festspiele Das verliebte Gespenst und Die verliebte Dornrose des Dichters Andreas Gryphius uraufgeführt. Schon 1659 hatte Gryphius der Prinzessin sein Trauerspiel Papinian mit einem Epigramm übersandt.
Bereits zwei Jahre nach der Eheschließung erkrankte die Herzogin 1662 an einem Husten, der sich 1663 verstärkte. Sie starb am 22. Mai 1664 an Tuberkulose ohne ein Kind geboren zu haben. Elisabeth Marie Charlotte wurde in der Schlosskirche von Brieg bestattet.